# 544년

## 연호
- 남량(南梁) 대동(大同) 10년
- 동위(東魏) 무정(武定) 2년
- 서위(西魏) 대통(大統) 10년
- 신라(新羅) 건원(建元) 9년
- 베트남 전 리 왕조(前李朝) 천덕(天德) 원년

## 기년
- 남량(南梁) 무제(武帝) 43년
- 동위(東魏) 효정제(孝靜帝) 11년
- 서위(西魏) 경문제(景文帝) 10년
- 신라(新羅) 진흥왕(眞興王) 5년
- 고구려(高句麗) 안원왕(安原王) 14년
- 백제(百濟) 성왕(聖王) 22년

## 문화
- 백제 성왕 때 인도에서 온 승려 연기가 화엄사를 창건하다.
- 신라, 불교를 장려하여 흥륜사 창건.